# Philip Neame
Philip Neame (Faversham, 12 december 1888 – Selling, 28 april 1978) was een Britse legerofficier en drager van de Victoria Cross, de hoogste militaire onderscheiding voor troepen voor het Britse rijk. Hij was ook winnaar van een olympische gouden medaille.

## Voor de Tweede Wereldoorlog
Neame studeerde aan het Cheltenham College. Nadat Neame bij het leger ging werd hij toegevoegd aan het 15th Field Company, Corps of Royal Engineers van de British Army. Neame vocht met die eenheid mee tijdens de Eerste Wereldoorlog. Neame werd onderscheiden met het Victoria Cross vanwege zijn verdiensten op 19 december 1914 in Neuve-Chapelle:

On 19 December 1914 at Neuve Chapelle, France, Lieutenant Neame, in the face of very heavy fire, engaged the Germans in a single-handed bombing attack, killing and wounding a number of them. He was able to check the enemy advance for three-quarters of an hour and to rescue all the wounded whom it was possible to move.

Neame was lid van het Brits Olympisch team op de Olympische Zomerspelen van 1924. Hij won bij het onderdeel Schieten mannen, rennend hert de gouden medaille. Hierbij is hij de enige die naast het Victoria Cross ook een gouden medaille won op de Olympische Spelen.
Daarna bekleedde Neame diverse militaire functies, hij was General Staff Officer 1 in het Waziristan District in India (1932-1933), Brigadier-generaal bij de staf van Eastern Command in India (1934-1938) en commandant van de Royal Military Academy, Woolwich (1938-1939).

## Tweede Wereldoorlog
Bij de uitbraak van de Tweede Wereldoorlog was Neame plaatsvervangend hoofd van de staf van de British Expeditionary Force in Frankrijk. In juli 1940 werd hij benoemd tot General Officer Commanding van de Indische 4e Infanteriedivisie die gestationeerd was in Noord-Afrika om Egypte te verdedigen tegen een mogelijke Italiaanse invasie. Maar toen de Italianen in september 1940 met hun opmars naar Egypte begonnen was Neame al benoemd tot General Officer Commanding van Palestina en Transjordanië.
In februari 1941 kreeg Neame het bevel van Archibald Wavell om Henry Maitland Wilson op te volgen als General Officer Commanding-in-Chief en militair gouverneur van de Cyrenaica. In maart 1941 zond Hitler Erwin Rommel en het Afrikakorps naar Libië om de Italianen te helpen. Op 31 maart 1941 begon Rommel met de aanval. De onervaren 2e Pantserdivisie werd bijna geheel verslagen en op 2 april wilde Wavell over de problemen praten met Neame. Op 3 april arriveerde Richard O'Connor vanuit Egypte om Neame tijdelijk bij te staan met zijn advies. Echter op 6 april 1941 werden Neame en O’Connor terwijl ze op weg waren naar hun hoofdkwartier, die zich had teruggetrokken van Maraua naar Timini, door een Duitse patrouille vlak bij Martuba gevangengenomen. Ze werden later overgedragen aan de Italianen.
Neame bracht de volgende twee en een half jaar door als een krijgsgevangene en bracht zijn gevangenschap voornamelijk door in Castello di Vincigliata, vlak bij Florence. Hier was hij samen met Richard O'Connor in gezelschap met generaal-majoor Adrian Carton de Wiart en air vice marshal Owen Tudor Boyd. Hoewel de omstandigheden van hun gevangenschap niet onaangenaam was, vormde de officieren snel een ontsnappingsclub om te proberen uit te breken. Neame schreef in gevangenschap zijn memoires en werd een wandtapijtexpert.
Dankzij de Italiaanse capitulatie in september 1943 kon Neame samen met andere ontsnappen. Met de hulp van het Italiaanse verzet konden Boyd, O 'Connor en Neame ontsnappen. Na een mislukte ontmoeting met een onderzeeër arriveerden ze per boot in Termoli en vanuit daar vertrokken ze in de richting van Bari waar ze op 23 december 1943 arriveerden en verwelkomt werden door generaal Harold Alexander.
Ondanks dat O’Connor onmiddellijk een korps onder zijn bevel kreeg was er verder geen beschikbare positie vrij voor Neame. Hij bleef tot augustus 1945 werkloos.

## Na de Tweede Wereldoorlog
Neame was van 1945 tot 1953 luitenant-gouverneur van Guernsey en General Officer Commanding van de Troops Channel Islands.
Zijn Victoria Cross en zijn andere medailles zijn nu in handen van het Imperial War Museum in Londen.

## Militaire loopbaan
- Second Lieutenant: 29 juli 1908[3]
- Lieutenant: augustus 1910
- Captain: 1915
- Major: februari 1916
- Titulair Major: 1917
- Tijdelijk Lieutenant-Colonel: 20 juni 1918[4]
- Titulair Lieutenant-Colonel: 24 juni 1922[4]
- Teruggezet naar titulair Lieutenant-Colonel: 30 april 1923[4]
- Colonel: 17 juni 1932 (gedateerd 24 juni 1926)[4]
- Tijdelijk Brigadier: 3 juli 1934[4]
- Major-General: 28 februari 1938 (gedateerd 19 december 1937)[4]
- Waarnemend Lieutenant-General: 5 augustus 1940[4]
- Teruggezet Major-General: 21 januari 1944[4]
- Lokaal Lieutenant-General: 25 augustus 1945[4]
- Toegekend de ererang van Lieutenant-General: 17 juli 1947[4]

## Decoraties
- Victoria Cross
- Ridder Commandeur in de Orde van het Britse Rijk
- Lid in de Orde van het Bad
- Orde van Voorname Dienst
- Ridder in de Orde van Sint-Jan (Verenigd Koninkrijk)
- Legioen van Eer (Frankrijk)
- Croix de guerre (Frankrijk)
- Hij werd meerdere malen genoemd in de Dagorders. Dat gebeurde op:
  - februari 1915
  - januari 1916

- International Standard Name Identifier: 0000 0000 6524 1076
- Nationale Bibliotheek van Israël: 987007401265605171
- Nederlandse Thesaurus van Auteursnamen: 127180028
- Trove: 1007435
- Virtual International Authority File: 92840367
- WorldCat: E39PBJrKV7CK3Ym46XTmJh8DMP

1920: Harald Natvig, Ole Lilloe-Olsen, Einar Liberg, Hans Nordvik, Thorsten Johansen ·
1924: Cyril Mackworth-Praed, Philip Neame, Herbert Perry, Allen Whitty